# Ginnastica ritmica ai Giochi della XXXI Olimpiade - Concorso a squadre
La competizione del concorso a squadre di ginnastica ritmica dei giochi olimpici di Giochi della XXXI Olimpiade di Rio de Janeiro si è svolto tra il 20 ed il 21 agosto 2016 presso la HSBC Arena. Alla gara hanno preso parte 14 squadre da 14 nazioni. Ad una fase eliminatoria è seguita, nel giorno successivo, la finale a cui hanno avuto accesso solo 8 squadre.

## Qualificazioni
| Pos. | Nazione     | Punti  | Punti  | Punti  | Q |
| Pos. | Nazione     | 5      | 6 + 2  | Totale | Q |
| 1    | Spagna      | 17.783 | 17.966 | 35.749 | Q |
| 2    | Russia      | 18.283 | 17.233 | 35.516 | Q |
| 3    | Bielorussia | 17.583 | 17.850 | 35.433 | Q |
| 4    | Italia      | 17.516 | 17.833 | 35.349 | Q |
| 5    | Giappone    | 17.416 | 17.733 | 35.149 | Q |
| 6    | Israele     | 17.250 | 17.633 | 34.883 | Q |
| 7    | Bulgaria    | 17.566 | 16.616 | 34.182 | Q |
| 8    | Ucraina     | 16.950 | 16.866 | 33.816 | Q |
| 9    | Brasile     | 15.766 | 16.883 | 32.649 |   |
| 10   | Germania    | 15.650 | 16.750 | 32.400 |   |
| 11   | Cina        | 16.333 | 15.800 | 32.133 |   |
| 12   | Uzbekistan  | 14.416 | 16.750 | 31.166 |   |
| 13   | Grecia      | 15.000 | 15.416 | 30.416 |   |
| 14   | Stati Uniti | 13.908 | 16.316 | 30.224 |   |

## Finale
| Posizione | Nazionale   | 5      | 6 + 2  | Totale |
| --------- | ----------- | ------ | ------ | ------ |
|           | Russia      | 17.600 | 18.633 | 36.233 |
|           | Spagna      | 17.800 | 17.966 | 35.766 |
|           | Bulgaria    | 17.700 | 18.066 | 35.766 |
| 4         | Italia      | 17.516 | 18.033 | 35.549 |
| 5         | Bielorussia | 17.283 | 18.016 | 35.299 |
| 6         | Israele     | 17.166 | 17.383 | 34.549 |
| 7         | Ucraina     | 16.866 | 17.416 | 34.282 |
| 8         | Giappone    | 16.550 | 17.650 | 34.200 |